# 球序卷耳
球序卷耳（学名：Cerastium glomeratum）为石竹科卷耳属的植物。分布在全世界各地以及中国大陆的山东、湖南、西藏、云南、江西、江苏、福建、湖北、浙江等地，生长于海拔1,200米至3,000米的地区，常生于山坡草地，目前尚未由人工引种栽培。

## 别名
婆婆指甲菜（植物名实图考） 圆序卷耳（西藏植物志）

## 异名
- Cerastium glomeratum Thuill. var. brachycarpum L. H. Zhou et Q. Zh. Han
- Cerastium viscosum L.

## 延伸阅读
[在维基数据编辑]
 《植物名實圖考·婆婆指甲菜》，出自吳其濬《植物名實圖考》